# Puerto Verde
Puerto Verde är en ort i Mexiko.   Den ligger i kommunen Tamasopo och delstaten San Luis Potosí, i den centrala delen av landet, 270 km norr om huvudstaden Mexico City. Puerto Verde ligger 982 meter över havet och antalet invånare är 374.
Terrängen runt Puerto Verde är huvudsakligen kuperad, men norrut är den bergig. Runt Puerto Verde är det ganska glesbefolkat, med 21 invånare per kvadratkilometer. Närmaste större samhälle är Tamasopo, 6,1 km nordost om Puerto Verde. I omgivningarna runt Puerto Verde växer huvudsakligen savannskog.